# Xã Tappan, Quận Phillips, Arkansas
Xã Tappan (tiếng Anh: Tappan Township) là một xã thuộc quận Phillips, tiểu bang Arkansas, Hoa Kỳ. Năm 2010, dân số của xã này là 1.500 người.